# Mixxx
Mixxx és un programari gratuït i de codi obert per a discjòquei. És multiplataforma i admet els formats de fitxers de música més habituals. Mixxx es pot controlar amb controladors MIDI i HID, i discos de vinil de codi de temps, a més de teclats i ratolins d'ordinador.

## Visió general
Mixxx és una aplicació d'automatització de DJ i d'actuació de DJ digital i inclou moltes característiques comunes a les solucions de DJ digitals, així com algunes úniques: admet de forma nativa controladors MIDI i HID DJ avançats, té llicència GPL-2.0 o posterior. i s'executa en tots els sistemes operatius d'escriptori principals. El projecte es va iniciar a principis de 2001 per a una tesi doctoral com un dels primers sistemes digitals de DJ. Més d'1.000.000 de descàrregues del programa es produeixen anualment i des de Mixxx 1.10.0, 100 desenvolupadors i artistes han ajudat a crear Mixxx. Les versions recents admeten la mescla harmònica i la combinació de ritmes, tant manualment com automàticament.

### Suport de format
Mixxx pot llegir els formats d'àudio més populars, com MP3, Vorbis, Opus, AIFF i FLAC. La versió v1.8 va introduir també un sistema de connectors per poder llegir altres formats, inclosos els gravats per patents els descodificadors dels quals no es poden distribuir legalment en forma binària amb Mixxx, com ara Advanced Audio Coding (AAC). Tots aquests connectors es carreguen automàticament en temps d'execució si n'hi ha. Mixxx també pot reproduir fitxers de mòduls quan es compilen amb el senyalador de compilació modplug=1 i pot utilitzar connectors LV2 per als efectes.

### Maquinari
Qualsevol targeta de so que sigui compatible amb el sistema operatiu es pot fer servir a Mixxx. Mixxx admet diverses API de programari per fer ús de targetes de so en diferents sistemes operatius, és a dir, ASIO, WASAPI i DirectSound a Windows; OSS, ALSA i JACK a Linux; i CoreAudio a Mac OS X, tot a través de PortAudio.
Per al control de maquinari extern, Mixxx pot suportar qualsevol controlador MIDI o HID sempre que hi hagi un mapatge per indicar a Mixxx com interpretar els senyals del controlador. Mixxx inclou mapes per a molts controladors de DJ i els usuaris també poden crear els seus propis mapes. És l'únic programari de DJ capaç d'utilitzar un llenguatge de programació amb totes les funcions, JavaScript, per crear mapes amb interacció i comentaris avançats del controlador.
Els tocadiscos i els reproductors multimèdia CDJ poden controlar Mixxx amb el subsistema de control de codi de temps que es basa en xwax. Igual que xwax, Mixxx admet vinils de codi de temps fets per diversos fabricants.

## Recepció
Com una de les aplicacions gratuïtes i de codi obert disponibles a la Mac App Store, en menys de 48 hores des del seu debut el febrer de 2011, Mixxx es va convertir en la millor aplicació gratuïta número 1 als EUA, Alemanya i Itàlia.
Mixxx ha estat acceptada com a organització de mentoria a Google Summer of Code 2007, 2008, 2010, 2011, 2012, 2013, 2014, 2016, 2017, 2018, i 2020.